# Phrygionis naevia
Phrygionis naevia är en fjärilsart som beskrevs av Druce 1892. Phrygionis naevia ingår i släktet Phrygionis och familjen mätare. Inga underarter finns listade i Catalogue of Life.